# Sonic: Super jež 2
Sonic: Super jež 2 (engl. Sonic the Hedgehog 2) je akcijski film iz 2022. napravljen na temelju franšize Sonic the Hedgehog. nastavak animiranoga hita, Sonic: Super jež, iz 2020. godine. Redatelji filma su Jeff Fowler, distributerska kuća je Paramount Pictures. Premijera filma bila je 8. travnja 2022. godine u SAD-u, dok se u hrvatska kina počeo emitirati od 31. ožujka.

## Radnja
Nakon događaja iz prvog filma, Sonic je odlučan ostaviti trag kao heroj i odlučuje ostati u Green Hillsu dok Tom i Maddie odlaze na odmor. U međuvremenu, doktor Robotnik se s Planeta gljiva vraća na Zemlju u potrazi za Master Smaragdom, s čijim moćima planira osvojiti svijet. Nakon što se osveti Sonicu uz pomoć ježka Knucklesa, Sonic i njegov novi prijatelj Tails kreću u potragu za Smaragdom prije nego što padne u pogrešne ruke.

## Glavne uloge
- Ben Schwartz - Sonic
- Colleen O'Shaughnessey - Tails
- Idris Elba - Knuckles
- James Marsden - Tom Wachowski
- Tika Sumpter - Maddie Wachowski
- Jim Carrey - Ivo Robotnik
- Natasha Rothwell - Rachel
- Adam Pally - Wade Whipple
- Lee Majdoub - Agent Stone
- Tom Butler i Elfina Luk

## Glasove posudili
| Ime         | Original               | Hrvatska verzija |
| ----------- | ---------------------- | ---------------- |
| Sonic       | Ben Schwartz           | Luka Bulović     |
| Tom         | James Marsden          | Ivan Đuričić     |
| Robotnik    | Jim Carrey             | Ivan Šarić       |
| Knuckles    | Idris Elba             | Domagoj Janković |
| Tails       | Colleen O'Shaughnessey | Amanda Prenkaj   |
| Maddie      | Tika Sumpter           | Ana Magud        |
| Rachel      | Natasha Rothwell       | Daria Knez       |
| Randall     | Shemar Moore           | Marko Cindrić    |
| Agent Stone | Lee Majdoub            | Ivan Dečak       |
| Walters     | Tom Butler             | Dušan Gojić      |
| Wade        | Adam Pally             | Ronald Žlabur    |
| Sova        | Donna Jay Fulks        | Jasna Bilušić    |
| Jojo        | Melody Nosipho Niemann | Lara Đureš       |
| Zaštitar    | Scott Patey            | Karlo Mrkša      |
| Mladi Sonic | Benjamin L. Valic      | Leo Rahelić      |

### Ostali glasovi:
- Daniel Dizdar
- Jasna Bilušić
- Lovro Ivanković
- Mima Karaula
- Nikica Viličić

### Sinkronizacija
- Sinkronizacija: Duplicato Media d.o.o.
- Redatelj dijaloga: Luka Rukavina
- Prijevod i adaptacija: Dražen Bratulić

## Vanjske poveznice
- Službena stranica
- Sonic: Super jež 2 u internetskoj bazi filmova IMDb-a (engl.)
- Sonic: Super jež 2 na Rotten Tomatoes (engl.)